# Garcinia
- Commons
- Wikispecies

Garcinia L. é um género de plantas clusiáceas, nativas da Ásia, Austrália, zonas tropicais de África, Polinésia, Caribe e América do Sul. O grupo inclui perto de 600 espécies de árvores e arbustos.

## Sinonímia botânica
| - Brindonia Thouars - Cambogia L. - Clusianthemum Vieill. - Mangostana Gaertn. - Oxycarpus Lour. - Pentaphalangium Warb. | - Rheedia L. - Septogarcinia Kosterm. - Tripetalum K.Schum. - Tsimatimia Jum. & H.Perrier - Verticillaria Ruiz & Pav. - Xanthochymus Roxb. |

## Espécies
Cerca de 600.
| - Garcinia atroviridis - Garcinia benthami - Garcinia cambogia G.gumma-gutta - Garcinia forbesii - Garcinia gardneriana, bacupari - Garcinia hanburyi - Garcinia hessii - Garcinia humilis, achachairu - Garcinia indica - Garcinia intermedia - Garcinia kola | - Garcinia lateriflora - Garcinia livingstonei - Garcinia mangostana, mangostão - Garcinia merguensis - Garcinia morella - Garcinia multiflora - Garcinia myrtifolia - Garcinia portoricensis - Garcinia prainiana - Garcinia schombucgkiana - Garcinia xanthochymus |

- Lista completa

## Classificação do gênero
| Sistema | Classificação                       | Referência               |
| ------- | ----------------------------------- | ------------------------ |
| Linné   | Classe Dodecandria, ordem Monogynia | Species plantarum (1753) |